# Dubowka
Dubowka (russisch Дубовка) ist eine Stadt mit 14.347 Einwohnern (Stand 14. Oktober 2010) in der Oblast Wolgograd in Russland. Sie liegt 52 km nordöstlich von Wolgograd, am rechten Ufer der Wolga. Die nächstgelegene Stadt ist Wolschski, etwa 30 km Luftlinie entfernt.

## Geschichte
Der Ort entstand 1732 als Festung; der Name Dubowka entstammt Überlieferungen zufolge einem nahen Eichenwald (dub = russisch für „Eiche“). Anfangs lebten hier vor allem Kosaken, jedoch wurden im Jahre 1771 viele von ihnen für die Teilnahme am gescheiterten Pugatschow-Bauernaufstand von hier vertrieben. Den Stadtstatus erhielt Dubowka im Jahr 1803, verlor ihn jedoch später wieder und wurde erst 1925 erneut Stadt. Seitdem ist es auch Verwaltungszentrum eines gleichnamigen Rajons.

### Bevölkerungsentwicklung
| Jahr | Einwohner |
| ---- | --------- |
| 1939 | 10.649    |
| 1959 | 11.701    |
| 1970 | 13.355    |
| 1979 | 15.015    |
| 1989 | 13.668    |
| 2002 | 15.083    |
| 2010 | 14.347    |

Anmerkung: Volkszählungsdaten

## Wirtschaft und Infrastruktur
Als Industriestandort hat Dubowka bis heute keine herausragende Bedeutung; in der Stadt gibt es lediglich einige Lebensmittelbetriebe, eine Teppichfabrik sowie kleinere Betriebe der Holz- und Metallverarbeitung. In der Umgebung der Stadt wird meist Landwirtschaft betrieben, unter anderem werden dort Wassermelonen angebaut.
Das in der Nähe von Wolgograd liegende Dubowka besitzt eine Anlegestelle an der Wolga sowie einen Eisenbahnanschluss mit Direktverbindungen nach Wolgograd. Über letzteres besteht auch Anschluss an die Fernstraße M6 und andere wichtige Verkehrswege.